# BICライブラリ
BICライブラリ(Business Information Commons Library)は、東京都港区芝公園の機械振興会館にある専門図書館。
市場情報や経営情報など機械情報産業分野を中心としたビジネス情報を提供している。ビジネス支援や産学官連携アドバイザーへの受付窓口として、機械産業の発展に貢献している。2022年（令和4年）のLibrary of the Yearではライブラリアンシップ賞を受賞した。

## 沿革

### 図書室の設立（～1964年）
1956年（昭和31年）に財団法人機械工業振興協会が設立されると、1957年（昭和32年）には機械工業振興協会の資料部門として図書室が設置された。当初の蔵書は日本機械工業連合会から譲渡された700冊であり、開館後には海外資料などの収集にも努めている。

### 機械振興協会への引き継ぎ後（1964年～2011年）

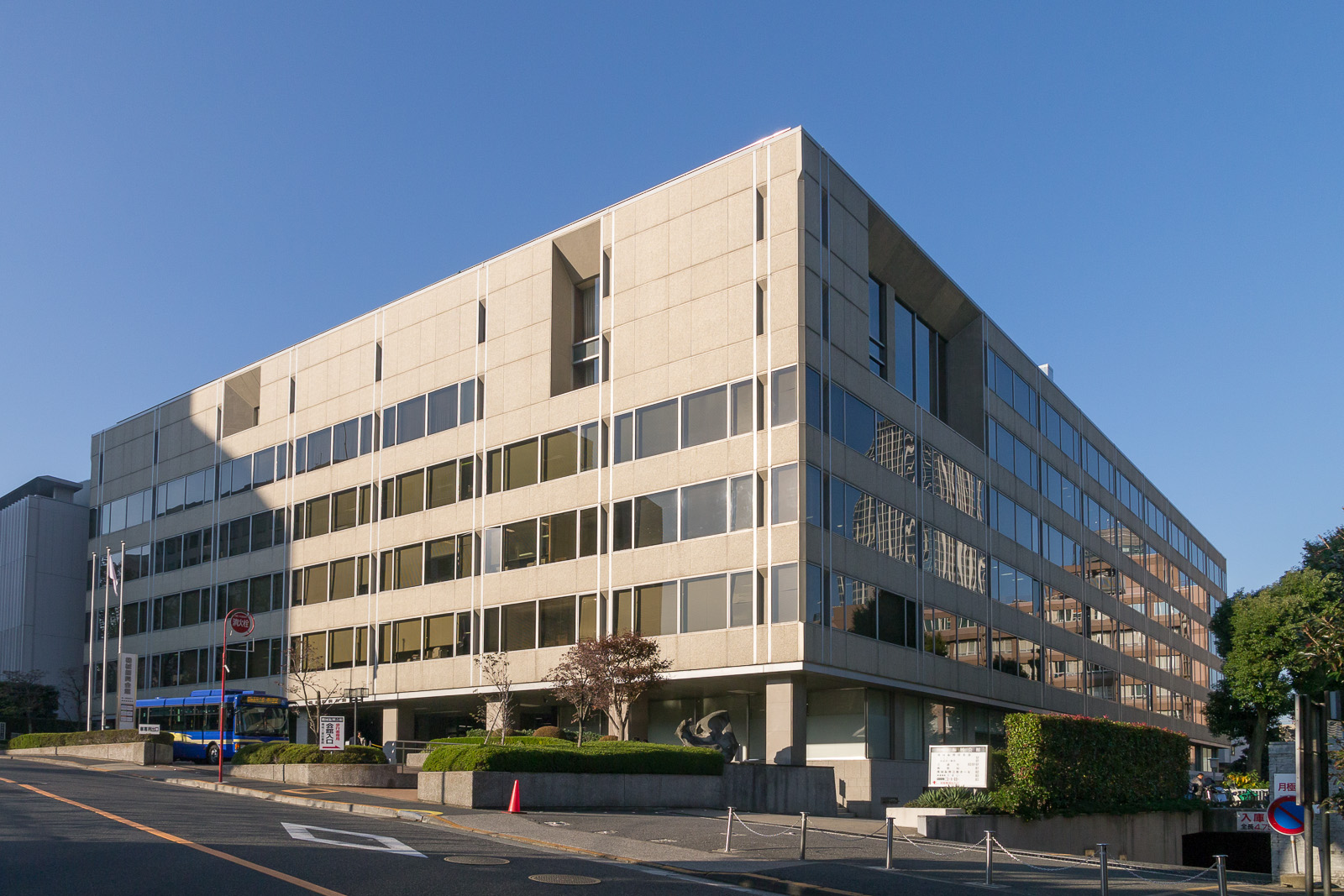
機械振興会館

1964年（昭和39年）に機械工業振興協会が解散し、事業が一般財団法人機械振興協会に引き継がれたため、図書資料部は機械振興協会の経済研究所情報資料部となった。
1966年（昭和41年）には港区芝公園に竣工した機械振興会館に移転し、1967年（昭和42年）には経済研究所資料室機械工業図書館となった。機械振興会館は東京タワーの正面（北側）にあり、多数の観光客が行きかう場所にある。
1965年（昭和40年）には『資料ガイド』を創刊したが、1973年（昭和48年）には廃刊となっている。1970年（昭和45年）には図書館の運営について明文化した基準として「機械工業図書館規程並びに細則」を制定し運営の円滑化をはかった。
1995年（平成7年）にはKSKデータベースの構築を開始した。機械工業図書館時代は資料の収集・保存・提供を重視する図書館であり、利用者に所蔵資料を手に取ってもらう工夫などは少なった。

### BICライブラリへの改称後（2011年～）
2011年（平成23年）初頭から長期休館に入り、施設の大規模リニューアルを行った上で、2011年（平成23年）5月10日にはBICライブラリに改称して開館を再開した。BICとはビジネス・インフォメーション・コモンズ（Business Information Commons）を意味する。リニューアルを機にビジネス支援サービスを開始し、情報発信にも力を入れるようになった。ビジネス支援図書館推進協議会には賛助会員として入会した。ビジネス支援サービスを行う上で公共図書館とのつながりが生まれたことから、専門図書館員と公共図書館員の交流の場として「情報ナビゲータ交流会」を開催している。
2013年（平成25年）頃にはBICライブラリが中心となって、日本各地の専門図書館の資料へのアクセスを目的とするプロジェクト「ディープライブラリー・プロジェクト」を開始し、専門図書館横断検索システム「dlib.jp」を立ち上げた。2020年（令和2年）には新型コロナウイルス感染症が世界的に流行し、同年3月30日から5月31日まで長期休館した。
BICライブラリの主催による講演会も開催しており、コロナ禍後はオンライン開催している。2020年（令和2年）には港区にある公共図書館・専門図書館による「港区図書館グループ」を設立し、同年と2021年（令和3年）の図書館総合展では港区の各図書館のオンライン見学会を開催した。
2022年（令和4年）にIRI知的資源イニシアティブが主催したLibrary of the Yearでは、図書館的活動を継続的に行ってきた団体を称えるライブラリアンシップ賞を受賞した。受賞理由として「公共図書館と専門図書館をつなぐ活動の先頭に立ってきた10年」と評され、専門図書館と公共図書館の連携などが評価された。

## 特徴

### 所蔵資料

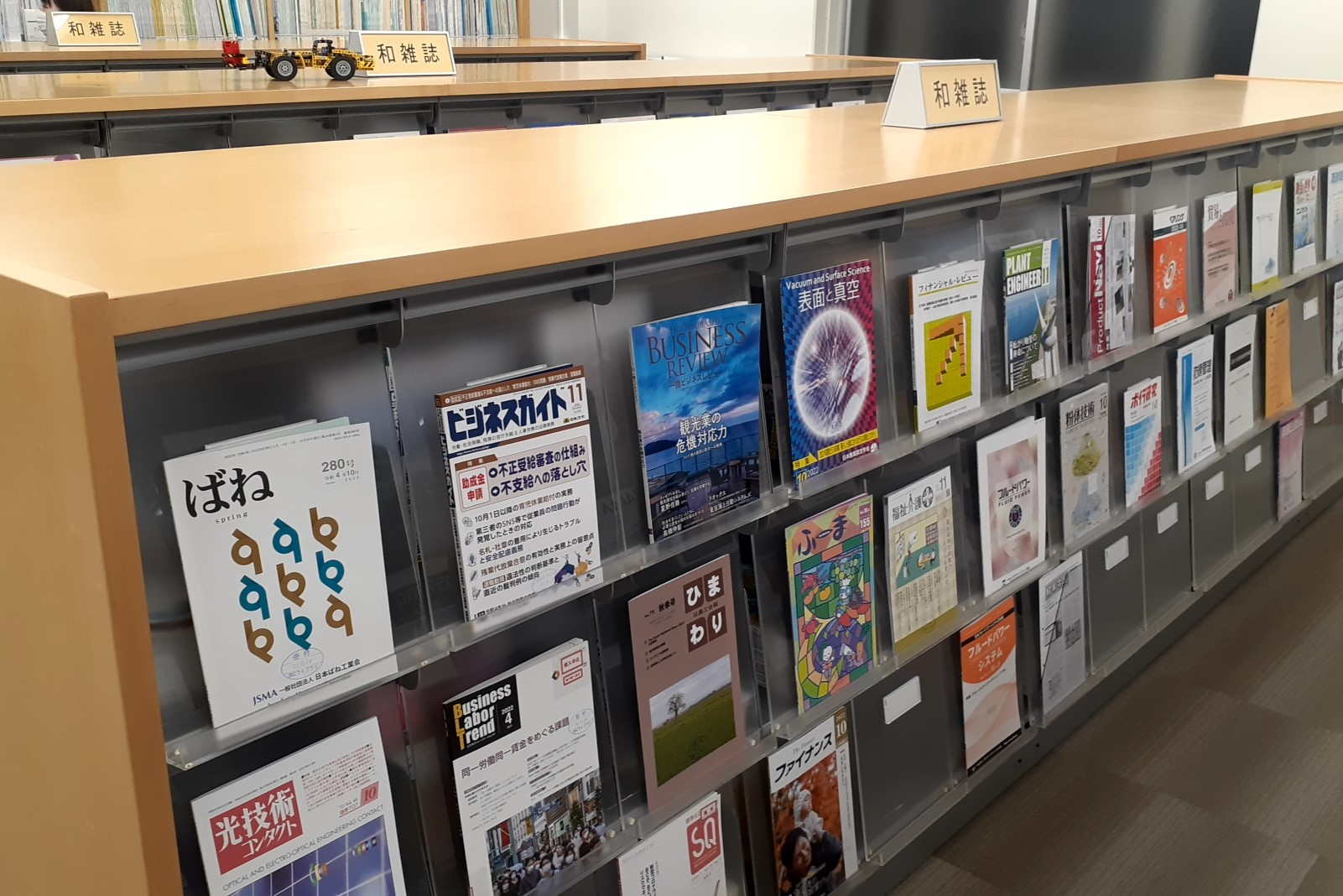
機械産業を中心とする雑誌

機械産業を中心とした、灰色文献（貿易の各種統計、ダイレクトリー、雑誌、工業会の会報及び統計類、団体報告書などのコレクションが特徴である。機械産業といっても技術面の資料よりも経済面の資料が所蔵対象であり、統計資料、企業情報、レポートなどが主体となっている。機械工業図書館という名称だった時代には、技術面に関する資料を収集している図書館であると誤解する利用者も多かった。通商産業政策史研究所やクリーン・ジャパン・センターが解散する際には、それらの団体の所蔵資料がBICライブラリに移管された。
2022年（令和4年）時点で、機械関連企業に特化した約2700冊の社史を所蔵しており、希少価値の高い社史も含まれている。渋沢栄一を主人公とするNHK大河ドラマ『青天を衝け』が放送された2021年（令和3年）には、渋沢が関わった企業などの社史に関する企画展示を行い、渋沢栄一記念財団の茂原暢を招いた講演会も開催した。
また、電子情報として、eol DBタワーサービス（有価証券報告書）、CD-Eyes（国内企業の50万社のデータ）などを提供している。

### 分類法

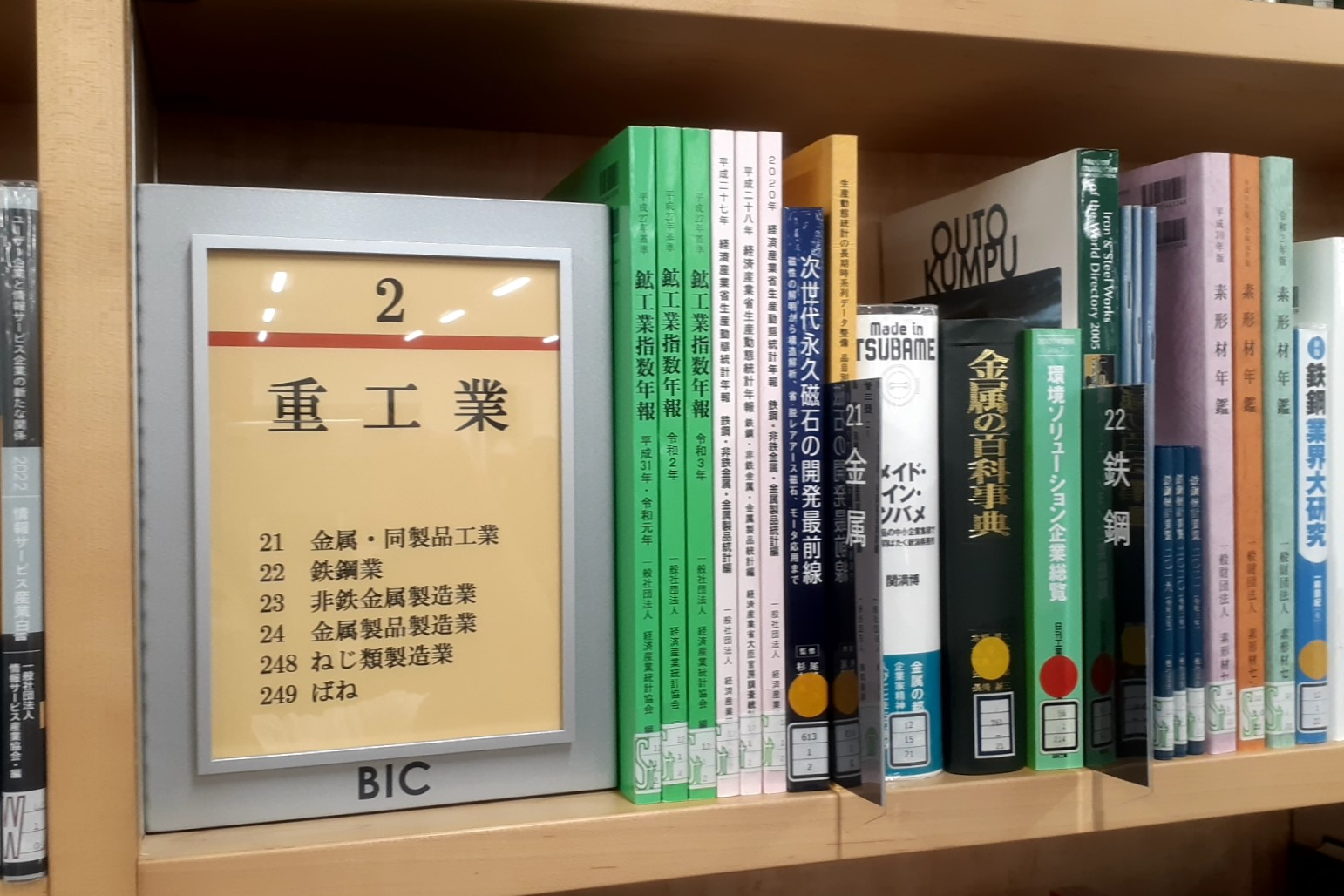
「機械振興協会分類」による分類

所蔵資料は日本十進分類法を採用せず、ファセット分類法に基づく独自分類「機械振興協会分類」を採用している。「機械振興協会分類」は形式、主題、地域、産業の4項目を組み合わせており、蔵書には4段のラベルが装備されている。例えば、『車載デバイス 2019 クルマの電動化・自動運転を担うキーデバイスの全貌』（産業タイムズ社、2018年）という書籍には「H.7.1.62」（H=便覧 事典、7=科学技術、1=日本、62=自動車部品）という分類番号が付けられている。
形式区分
- A 抄録、索引
- B 書誌、蔵書目録
- C 商品カタログ、展示会カタログ
- D ダイレクトリー、人名録
- E 百科事典
- G 用語集、辞典
- H 便覧、事典
- L 法令
- M 地図
- P 特許、実用新案、意匠登録、商標
- R 団体・調査機関報告書
- Sp 仕様、規格
- St 統計資料
- W 白書
- Y 年鑑

主題分類
- 0 経済学
- 1 経済事情・経済政策
- 2 社会・労働
- 3 国際経済・貿易
- 4 財政・金融
- 5 企業
- 6 経営
- 7 科学技術
- 8 その他

地域分類
- 0 世界
- 1 日本
- 2 東アジア
- 3 東南アジア
- 4 中近東、アフリカ
- 5 西欧
- 6 東欧
- 7 北・中米
- 8 南米
- 9 オセアニア、両極

産業分類
- 0 産業（一般）
- 1 製造業（一般）
- 2 重工業（一般）
- 3 機械工業（一般）
- 4 一般機械製造業
- 5 電気機器製造業
- 6 輸送機器製造業
- 7 精密機器製造業・武器製造業
- 8 運輸通信業
- 9 金融・商業・サービス業

## サービス

### 資料の閲覧・貸出
館内では資料を自由に閲覧でき、受付カウンターで手続きすれば、電子情報・書庫収蔵資料を閲覧することができる。2022年（令和4年）3月までは会員制度を導入しており、蔵書の館外貸出は会員のみだったが、2022年（令和4年）4月からは利用者登録のみで館外貸出が可能となった。遠隔地の利用者に対しても近隣の公共図書館を通じた館外貸出を行っている。電話やEメールでのレファレンスサービスも受け付けている。